# Праэскалеутский язык
Праэскалеу́тский язы́к — гипотетический язык-предок эскимосско-алеутских языков, реконструируемый методами сравнительно-исторического языкознания. Согласно ностратической гипотезе, иногда непосредственным предком праэскалеутского языка является праностратический язык.
О. Мудрак отрицает праэскалеутский язык: обосновывает ностратическое происхождение базисной лексики в эскимосских языках, при этом они оказываются особенно близкими к алтайским, эскимосско-алеутское единство отрицает и сравнивает алеутский с палеосибирскими (чукотско-камчатские, юкагирские, айнский, нивхский)

## Лингвистическая характеристика
Фонетика и фонология
Фортескью восстанавливает фонемный инвентарь праэскалеутского следующим образом:
|                       | Губные | Альвеолярные | Палатальные | Велярные | Увулярные |
| --------------------- | ------ | ------------ | ----------- | -------- | --------- |
| Носовые               | m      | n            | (nʲ)        | ŋ        |           |
| Взрывные              | p      | t            | tʲ          | k        | q         |
| Аффрикаты             |        | c            |             |          |           |
| Сибилянты             |        |              | sʲ          |          |           |
| Фрикативы             | v      | δ            |             | ɣ        | ʁ         |
| Латеральные фрикативы |        | (ɬ)          |             |          |           |
| Аппроксиманты         |        | l            | j           |          |           |

|         | Передние | Средние | Задние |
| ------- | -------- | ------- | ------ |
| Верхние | i        |         | u      |
| Средние |          | ə       |        |
| Нижние  |          | a       |        |